# Federativní republika Střední Ameriky
Středoamerická federace byl stát, který existoval relativně krátké období v 1. polovině 19. století ve Střední Americe. Vznikl v červnu roku 1823 jako Provincias Unidas del Centro de América / Spojené provincie Střední Ameriky, ale v listopadu 1824 přijal novou ústavu, která změnila název státu na República Federal de Centroamérica / Federativní republika Střední Ameriky. 
Hlavním městem bylo do roku 1834 Ciudad de Guatemala, potom San Salvador. Rozkládal se mezi Atlantským a Tichým oceánem, jeho sousedy byly Mexiko a Britský Honduras (dnešní Belize) na severu, na jihu Velká Kolumbie (dnešní Panama, Kolumbie, Venezuela a Ekvádor). K významným představitelům patřili prezidenti Manuel José Arce a Francisco Morazán. Na východě si činila nárok na Pobřeží Moskytů.

## Vznik
Federace se skládala z 5 států. Tato území tvořila během španělské nadvlády generální kapitanát Guatemala. Byly to dnešní Kostarika, Nikaragua, Honduras, Salvador a Guatemala, která tehdy zahrnovala region Soconusco – jižní část nynějšího mexického státu Chiapas. 
V pohnuté době hispanoamerických válek za nezávislost vyhlásil guatemalský kapitanát dne 15. září 1821 nezávislost na Španělsku. Jen několik měsíců po získání samostatnosti se území stalo součástí prvního Mexického císařství. Ani ono nebylo schopné delší existence a v roce 1823 se rozpadlo na Mexiko a Středoamerickou federaci. V roce 1838 vznikl nový šestý stát federace – Los Altos, který se vyčlenil z území západní Guatemaly s hlavním městem Quetzaltenango.

## Problémy existence
Už od svého vzniku měla středoamerická federace různé vnitrostátní problémy:
- Různé zájmové skupiny měly rozdílnou představu o fungování a budoucnosti státu. Duchovenstvo a bohatí statkáři byli silnou opozicí pro vládu. Odmítali celkově myšlenku federalismu.
- Doprava a komunikace mezi jednotlivými státy byly velice omezené.
- Řadoví obyvatelé byli celkově lhostejní k otázce existence federace nebo jednotlivých samostatných států.

## Zánik
Mezi roky 1838 a 1840 proběhla občanská válka, která zpečetila zánik federace, která už nebyla nadále udržitelná.
31. května 1838 vydal kongres deklaraci, která umožňovala každému zúčastněnému státu vystoupit z federace. Byla jen právním aktem potvrzujícím proces rozpadu státu, který už probíhal. Z této chaotické doby se nezachovalo mnoho písemností, a tak z pohledu přesného data vyhlášení nezávislosti panuje velká nesladěnost mezi různými zdroji.
- Nikaragua, Honduras a Kostarika se osamostatnily v roce 1838
- Guatemala jako nezávislý stát existuje od roku 1839
- Salvador přijal v roce 1841 vlastní ústavu, čímž federace definitivně zanikla.